# Liste der Biografien/Bernu
Liste der Biografien |
Portal Biografien |
Personensuche
# |
A |
B |
C |
D |
E |
F |
G |
H |
I |
J |
K |
L |
M |
N |
O |
P |
Q |
R |
S |
T |
U |
V |
W |
X |
Y |
Z |
?
 
Ba |
Be |
Bd |
Bg |
Bh |
Bi |
Bj |
Bl |
Bm |
Bn |
Bo |
Br |
Bs |
Bu |
Bw |
By |
Bz
 
Bea–Beb |
Bec |
Bed |
Bee |
Bef |
Beg |
Beh |
Bei |
Bej |
Bek |
Bel |
Bem |
Ben |
Beo |
Bep |
Beq |
Ber |
Bes |
Bet |
Beu |
Bev |
Bew |
Bex |
Bey |
Bez
 
Bera |
Berb |
Berc |
Berd |
Bere |
Berf |
Berg |
Berh |
Beri |
Berj |
Berk |
Berl |
Berm |
Bern |
Bero |
Berq |
Berr |
Bers |
Bert |
Beru |
Berv |
Berw |
Berx |
Bery |
Berz
 
Berna |
Bernb |
Bernd |
Berne |
Bernf |
Berng |
Bernh |
Berni |
Bernk |
Bernl |
Bernn |
Berno |
Bernp |
Bernr |
Berns |
Bernt |
Bernu |
Bernw |
Berny |
Bernz
Die Liste der Biografien führt alle Personen auf, die in der deutschsprachigen Wikipedia einen Artikel haben. Dieses ist eine Teilliste mit 33 Einträgen von Personen, deren Namen mit den Buchstaben „Bernu“ beginnt.

## Bernu

### Bernuc
- Bernucci, Lorenzo (* 1979), italienischer Radrennfahrer

### Bernul
- Bernulf von Utrecht († 1054), Bischof von Utrecht

### Bernus
- Bernus, Alexander von (1873–1943), deutscher Landrat
- Bernus, Alexander von (1880–1965), deutscher Schriftsteller und Alchemist
- Bernus, Auguste (1844–1904), Schweizer evangelischer Geistlicher und Hochschullehrer
- Bernus, Franz von (1808–1884), Kaufmann und Mäzen
- Bernus, Friedrich Alexander (1778–1867), deutscher Kaufmann und Abgeordneter
- Bernus, Isa von (1898–2001), deutsche Schauspielerin, Rezitatorin und Muse
- Bernus, Marie von (1819–1887), Ehefrau von Franz Jakob Alfred Bernus
- Bernus, Ursula Pia von (1913–1998), deutsche Okkultistin

### Bernut
- Bernuth, August von (1808–1889), preußischer Jurist und Politiker, MdR
- Bernuth, Bernhard Johann von (1863–1942), deutscher Rittergutsbesitzer, Staatsdomänenpächter und Industrieller der Zuckerindustrie
- Bernuth, Christa von (* 1961), deutsche Schriftstellerin und Journalistin
- Bernuth, Christoph von (* 1968), deutscher Opernregisseur
- Bernuth, Emil von (1797–1882), preußischer Landrat
- Bernuth, Ernst von (1779–1847), deutscher Jurist
- Bernuth, Ernst von (1833–1923), deutscher Offizier und Landschaftsmaler der Düsseldorfer Schule
- Bernuth, Friedrich Heinrich von (1789–1859), preußischer Verwaltungsbeamter
- Bernuth, Friedrich von (1757–1832), preußischer, holländischer und französischer Beamter
- Bernuth, Friedrich von (1865–1943), preußischer Verwaltungsjurist, Landrat der Kreise Rees und Lötzen, zuletzt Regierungsvizepräsident in Gumbinnen
- Bernuth, Fritz (1904–1979), deutscher Bildhauer und Porzellandesigner
- Bernuth, Fritz von (1819–1906), preußischer Generalmajor
- Bernuth, Jakob von (1729–1797), preußischer Kriegs- und Domänensteuerrat
- Bernuth, Johann Ludwig von (1770–1857), preußischer Beamter
- Bernuth, Johann Matthias von (1716–1797), deutscher Beamter
- Bernuth, Julius August von (1782–1857), deutscher Beamter sowie Land- und Regierungsrat
- Bernuth, Julius von (1830–1902), deutscher Komponist und Dirigent
- Bernuth, Julius von (1861–1957), preußischer Generalmajor
- Bernuth, Julius von (1897–1942), deutscher Generalmajor im Zweiten WeltkriegJulius von Bernuth (1897–1942)

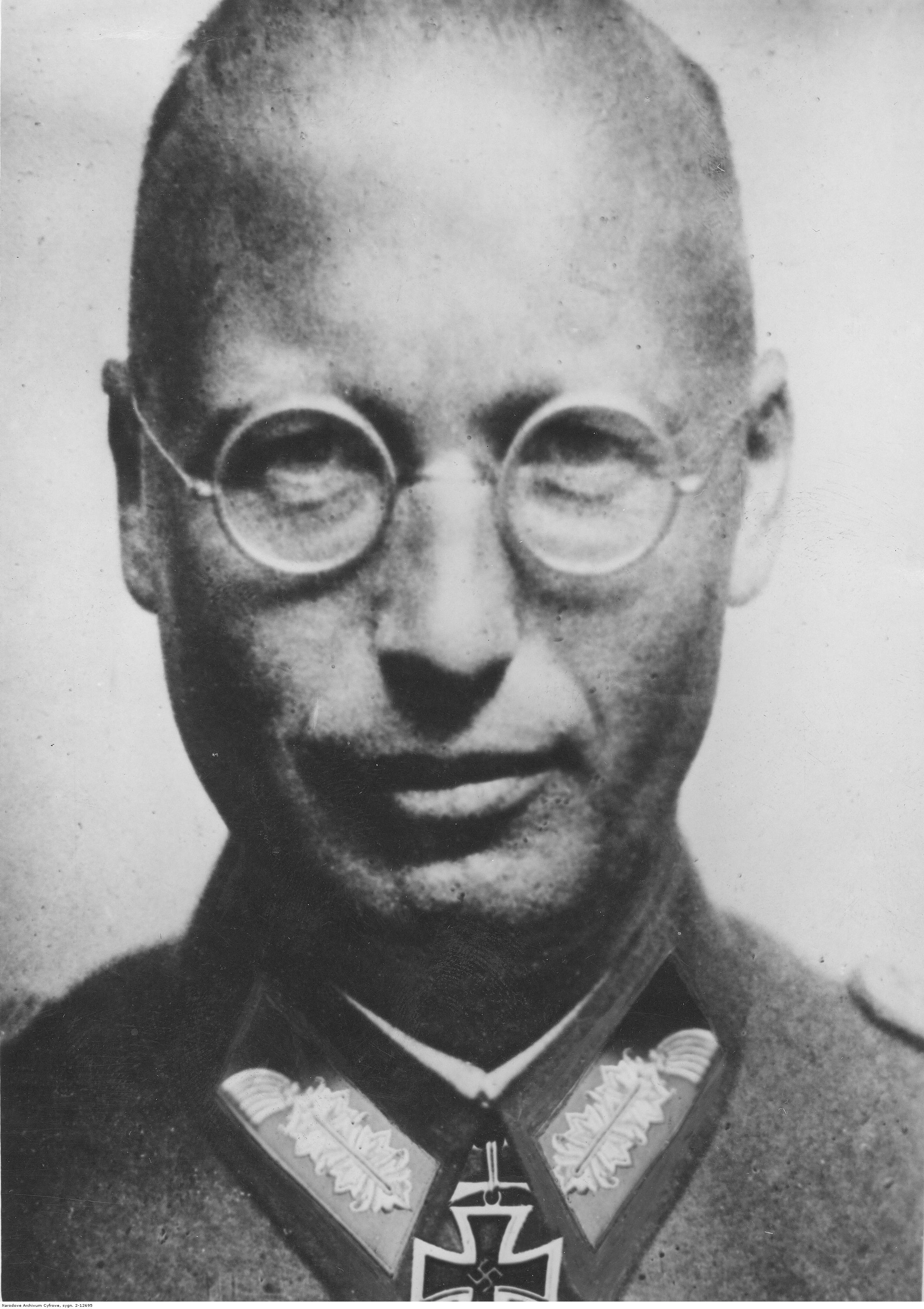
Julius von Bernuth (1897–1942)

- Bernuth, Karl von (1774–1843), deutscher Jurist
- Bernuth, Max (1872–1960), deutscher Maler, Zeichner und Kunstprofessor
- Bernuth, Otto von (1816–1887), preußischer Beamter und Abgeordneter
- Bernutz, Hagen (* 1968), deutscher Radrennfahrer